# Pristimantis katoptroides
El cutín del Puyo (Pristimantis katoptroides) es una especie de anfibio anuro de la familia Craugastoridae.
Es endémica de los bosques tropicales de la vertiente oriental de los Andes, entre 1000 y 1650 m de altitud, en el centro-sur de Ecuador y norte de Perú. Parece preferir hábitats riparios y se ha encontrado en bosques secundarios.
Está amenazada por la pérdida de su hábitat natural.